# Pier Antonio Micheli

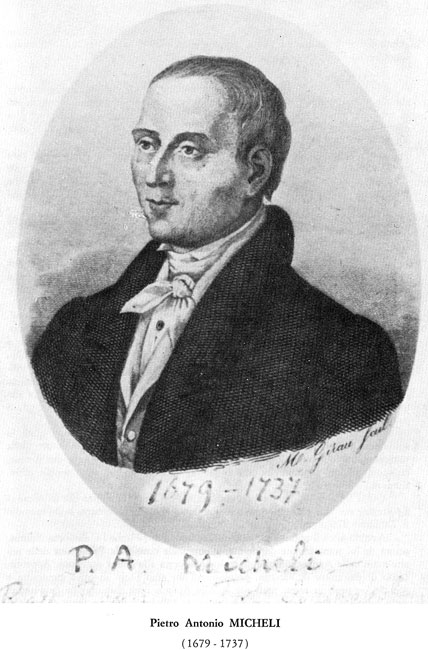
Pier Antonio Micheli

Pier Antonio Micheli (* 11. Dezember 1679 in Florenz, Großherzogtum Toskana; † 1. Januar 1737 ebenda) war ein italienischer Botaniker. Sein offizielles botanisches Autorenkürzel lautet „P.Micheli“.

## Leben und Wirken
Micheli war der Sohn eines Arbeiters und wuchs in ärmlichen Verhältnissen auf. Er besuchte nur die Elementarschule, fiel jedoch durch sein großes Interesse an Pflanzen auf. Er wurde unter anderem von Lorenzo Magalotti und Cosimo Castiglioni gefördert und erwarb sich auch die Unterstützung von Cosimo III. de’ Medici ebenso wie dessen Nachfolger. Cosimo schenkte ihm Tourneforts „Institutiones rei herbariae“, ein Werk, das Micheli stark beeinflusste.
Da er sich keine höhere Schulbildung leisten konnte, wurde er im Orto Botanico di Firenze (Botanischer Garten von Florenz) als Gärtner angestellt. Dort wurde er bald Gehilfe von Michelangelo Tilli, dem Professor für Botanik und Vorsteher des Botanischen Gartens, den er später selbständig betreute und weiterentwickelte. Neben dieser Beschäftigung schrieb er sein Werk Nova plantarum genera juxta Tournafortii methodum disposita, das 1729 veröffentlicht wurde und mit dem er unter den Fachgelehrten höchste Anerkennung erwarb.
In diesem Werk, dessen Herausgabe nur mit großzügigen Spendern möglich war, beschreibt Micheli etwa 1900 Arten, davon 1400 erstmals. Die meisten dieser Arten gehören zu den Niederen Pflanzen, darunter wiederum etwa 900 Pilzarten.
Die 108 beigefügten Kupfertafeln, die er je einem der Spender widmete, stellen Arten aus folgenden Gruppen dar:
- 2 Algen
- 44 Pilze
- 18 Flechten
- 8 Lebermoose (Blasia, Corsinia, Targionia)
- 1 Laubmoos
- 1 Farn (Salvinia)
- 34 Blütenpflanzen (Montia, Tozzia, Vallisneria)

Die in Klammer gesetzten Pflanzennamen waren ebenfalls Spendern gewidmet, wurden später von Linné übernommen und haben heute noch Gültigkeit. Auch zahlreiche weitere Namen, die er den von ihm beschriebenen Gattungen gab, haben heute noch Gültigkeit; Beispiele hierfür sind Puccinia, Botrytis, Aspergillus und Mucor.
Neben der Beschreibung und Systematisierung der Arten erforschte Micheli vor allem auch die Entwicklung von Fruchtkörpern bei Pilzen. Ferner beobachtete er das Ausstäuben der Sporen bei Geaster und Lycoperdon, das Abschleudern der Gleba bei Sphaerobolus und den Funiculus an den Peridiolen bei Cyathus. Er verwendete bei seinen Untersuchungen das Mikroskop und entdeckte 4 Sporen in den Asci von Tuber, beobachtete die Konidien von Aspergillus, die perlschnurartigen Zellketten von Nostoc und vieles andere.
Bei seiner Suche nach den „Blüten“ der Pilze, die er in sterilen Randstrukturen der Basidien glaubte entdeckt zu haben, fand er auch die Pilzsporen, die zwar 1588 schon von Giambattista Della Porta beschrieben worden, dann jedoch in Vergessenheit geraten waren. Von vielen Pilzen säte er Sporen aus und verfolgte die Entwicklung des Myzels, in einigen Fällen bis zur Bildung der Fruchtkörper.
Wegen seiner bahnbrechenden Entdeckungen bei Pilzen gilt Micheli als Vater der Mykologie.
Micheli starb an einer Rippenfellentzündung.

## Ehrungen
Carl von Linné benannte ihm zu Ehren die Gattung Michelia der Pflanzenfamilie der Magnoliengewächse (Magnoliaceae). Die Gattung ist heute mit Magnolia vereinigt. Auch die Pflanzengattung Micheliopsis H.Keng aus der Familie der Magnoliengewächse wurde zu Ehren von Micheli aufgestellt.

## Schriften (Auswahl)
- Relazione dell’erba detta da’ botanici orobanche […]. Florenz 1723 (Digitalisat).
- Nova plantarum genera […]. Florenz 1729 (Digitalisat).
- Catalogus plantarum horti caesarei florentini […]. Florenz 1748 (Digitalisat) – postum herausgegeben von Giovanni Targioni Tozzetti (1712–1783).